# Tvärlandsböle

Tvärlandsböle är en by belägen väster om Ödsbysjön, ca 8 km väster om närmaste centralort Bredbyn.
Tvärlandsböle skrivs från början (under 1500-tale) Bölle, Bölen, Bole, Boleth och från och med 1600-talet Tverlansböle, Therlandsboledt, Therlandsbole, Tverlandet, Twerlandsbolet, Tvärlandsböle m.fl. Byn hade under ca 200 år fram till år 1741 endast en skattebetalande bonde.